# Bulbophyllum oligoblepharon
Bulbophyllum oligoblepharon là một loài phong lan thuộc chi Bulbophyllum.